# Готье (граф Лаона)
Готье (фр. Gautier de Laon; ум. 892) — граф Лаона (Лана), сын Адельрама (Адалельма) II, графа Лаона от брака с дочерью Нибелунг IV, графа Вексена.

## Биография
После смерти отца Готье унаследовал графство Ланнуа. Был союзником графа Фландрии Бодуэна II.
Летом 892 года Готье на ассамблее в Вербери отказался признать за королём Эдом королевский титул, за что был казнён. Ланнуа в итоге перешло к женившемуся на его вдове Роже I, вероятно племяннику Роже, графа дю Мэн.

## Брак и дети
В современных ему источниках о жене и детях ничего не упоминается. Однако согласно исследованиям историка Кристиана Сеттипани именно Готье мог быть отцом Рауля I де Гуи, графа Вексена, Амьена и Валуа. Известно, что мать Рауля звали Эльвига. Традиционно она идентифицировалась с Эльвигой, дочерью Эбергарда Фриульского, которая вышла замуж за Хукбальда де Гуи, графа Остервента и Сенлиса, который и считался отцом Рауля. Но вторым браком Эльвига была замужем за Роже I, графом Лаона и хронологически маловероятно, что это могла быть Эльвига Фриульская. Чтобы разрешить эту проблему, Сеттипани предложил, что Эльвига, мать Рауля, была дочерью Хукбальда де Гуи и Эльвиги Фриульской и первым её мужем был Готье. Это позволило объяснить, почему Лан после казни Готье перешёл к Роже, а также то, каким образом имя Готье попало в Вексенский дом.